# Tosado
Tosado é a distância vertical desde o convés da amurada até uma linha de referência, tangente à linha do tosado, a meio navio, e paralela à quilha. Em navios projetados para cavegar com calado à ré maior que avante, é medido relativo à linha de carga, sendo necessária a inclusão de uma marca adicional.